# 1916 na ciência

## Eventos
- 22 de junho - Harvey Spencer Lewis, anunciou publicamente a transmutação de zinco em ouro — durante uma demonstração clássica de princípios alquímicos, na cidade de Nova Iorque.
- Gilbert N. Lewis publica "The Atom and the Molecule", a fundação da teoria da ligação de valência.[1]

## Nascimentos
| Data            | Nome                               | Profissão                            | Nacionalidade                         | Observações | Ref                                      |
| --------------- | ---------------------------------- | ------------------------------------ | ------------------------------------- | --- | ---------------------------------------- |
| 18 de fevereiro | Fernando Flávio Marques de Almeida | geólogo                              | Brasil                                | m. 2013 |                                          |
| 3 de março      | Paul Halmos                        | matemático                           | Áustria-Hungria                       | m. 2006 Prémio Chauvenet 1947 Prémio Leroy P. Steele 1983 | [ 2 ] [ 3 ]                              |
| 24 de março     | Harry Blackmore Whittington        | paleontólogo                         | Reino Unido da Grã-Bretanha e Irlanda | m. 2010 Medalha Bigsby 1957 Medalha da Sociedade Paleontológica 1983 Medalha Lyell 1986 Medalha Mary Clark Thompson 1990 Medalha Lapworth 2000 Medalha Wollaston 2001 International Prize for Biology 2001 | [ 4 ] [ 5 ] [ 6 ] [ 7 ]                  |
| 26 de março     | Christian Boehmer Anfinsen         | químico                              | Estados Unidos                        | m. 1995 Nobel da Química 1972 | [ 8 ]                                    |
| 30 de abril     | Claude Shannon                     | matemático                           | Estados Unidos                        | m. 2001 Prémio Kyoto 1985 | [ 9 ]                                    |
| 22 de maio      | Andrei Bitsadze                    | matemático                           | Império Russo                         | m. 1994 |                                          |
| 4 de junho      | Robert Furchgott                   | farmacêutico                         | Estados Unidos                        | m. 2009 Nobel de Fisiologia ou Medicina 1998 | [ 10 ]                                   |
| 8 de junho      | Francis Crick                      | cientista                            | Reino Unido da Grã-Bretanha e Irlanda | m. 2004 Nobel de Fisiologia ou Medicina 1962 Medalha Real 1972 | [ 10 ] [ 11 ]                            |
| 1 de julho      | Iosif Shklovsky                    | astrônomo e astrofísico              | Império Russo                         | m. 1985 Medalha Bruce 1972 Prémio Lenin 1960 | [ 12 ]                                   |
| 7 de julho      | Chia-Chiao Lin                     | matemático                           | China                                 | m. 2013 Medalha Timoshenko 1975 | [ 13 ]                                   |
| 11 de julho     | Aleksandr Mikhailovich Prokhorov   | físico                               | Austrália / Império Russo             | m. 2002 Nobel da Física 1964 Medalha de Ouro Lomonossov 1987 | [ 14 ] [ 15 ]                            |
| 18 de julho     | Charles Kittel                     | físico                               | Estados Unidos                        | Medalha Oersted 1979 | [ 16 ]                                   |
| 21 de junho     | Zoltán Pál Dienes                  | matemático                           | Áustria-Hungria (Hungria)             | m. 2014 |                                          |
| 24 de agosto    | Robert Minard Garrels              | geoquímico                           | Estados Unidos                        | m. 1988 Medalha Arthur L. Day 1966 Prémio V. M. Goldschmidt 1973 Medalha Penrose 1978 Medalha Wollaston 1981 Medalha Roebling 1981                                                                         | [ 17 ] [ 18 ] [ 19 ] [ 20 ] [ 7 ] [ 21 ] |
| 6 de outubro    | Antônio Branco Lefèvre             | neurologista                         | Brasil                                | m. 1981 |                                          |
| 4 de outubro    | Vitaly Ginzburg                    | físico                               | Império Russo                         | m. 2009 Nobel da Física 2003 Medalha de Ouro Lomonossov 1995 Prémio Lenin 1966 | [ 14 ] [ 15 ]                            |
| 9 de outubro    | Jean Dausset                       | médico alergologista e imunologista  | França                                | m. 2009 Nobel de Fisiologia ou Medicina 1980 | [ 10 ]                                   |
| 10 de outubro   | Bernard Heuvelmans                 | naturalista                          | França                                | m. 2001 |                                          |
| 2 de novembro   | Adriaan van Wijngaarden            | matemático e cientista de computação | Países Baixos                         | m. 1987 |                                          |
| 12 de dezembro  | Oleg Gazenko                       | cientista                            | Império Russo                         | m. 2007 |                                          |

## Mortes
| Data            | Nome                | Profissão                          | Nacionalidade                         | Observações                    | Ref   |
| --------------- | ------------------- | ---------------------------------- | ------------------------------------- | ------------------------------ | ----- |
| 17 de janeiro   | Ferdinando Sordelli | ilustrador e naturalista           | Itália                                | n. 1837                        |       |
| 12 de fevereiro | Richard Dedekind    | matemático                         | Império Alemão                        | n. 1831                        |       |
| 19 de fevereiro | Ernst Mach          | físico e filósofo                  | Áustria                               | n. 1838                        |       |
| 3 de março      | George Huntington   | médico                             | Estados Unidos                        | n. 1850                        |       |
| 3 de março      | John Wesley Judd    | geólogo                            | Reino Unido da Grã-Bretanha e Irlanda | n. 1840 Medalha Wollaston 1891 | [ 7 ] |
| 11 de maio      | Karl Schwarzschild  | astrónomo e físico                 | Império Alemão                        | n. 1873                        |       |
| 3 de julho      | Alfred Kleiner      | físico                             | Suíça                                 | n. 1849                        |       |
| 23 de julho     | William Ramsay      | químico                            | Reino Unido da Grã-Bretanha e Irlanda | n. 1852 Nobel da Química 1904  | [ 8 ] |
| 25 de julho     | Roland Trimen       | entomologista e naturalista        | Reino Unido da Grã-Bretanha e Irlanda | n. 1840                        |       |
| 10 de agosto    | Charles Dawson      | arqueólogo, paleontólogo e geólogo | Reino Unido da Grã-Bretanha e Irlanda | n. 1864                        |       |
| 14 de setembro  | Pierre Duhem        | físico                             | França                                | n. 1861                        |       |
| 10 de dezembro  | Clement Reid        | paleobotânico e geólogo            | Reino Unido                           | n. 1853 Medalha Bigsby 1897    | [ 4 ] |

## Prémios

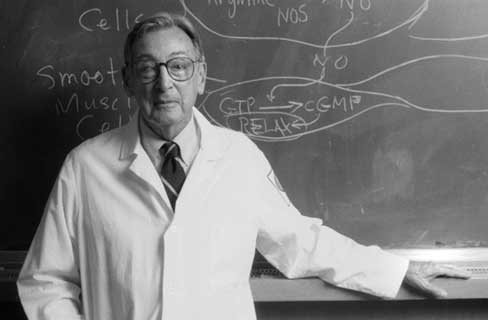
Robert Furchgott (1916 - 2009)

### Medalha Bruce
- George Ellery Hale[12]

### Medalha Copley
- James Dewar[22]

### Medalha Darwin
- Yves Delage[23]

### Medalha Davy
- Henri le Chatelier[24]

### Medalha Edison IEEE
- Nikola Tesla[25]

### Medalha Hughes
- Elihu Thomson[26]

### Medalha Lyell
- Charles William Andrews[5]

### Medalha Murchison
- Robert Kidston[27]

### Medalha de Ouro da Royal Astronomical Society
- Johan Ludvig Emil Dreyer[28]

### Medalha Real
- Hector Munro Macdonald[11] e John Scott Haldane[11]

### Medalha Rumford
- William Henry Bragg[29]

### Medalha Sylvester
- Gaston Darboux[30]

### Medalha Wollaston
- Alexander Petrovich Karpinsky[7]

### Prémio Nobel
- Física - Não houve prêmio.
- Química - Não houve prêmio.
- Medicina - Não houve prêmio.